# Parasemia ypsilon
Parasemia ypsilon là một loài bướm đêm thuộc phân họ Arctiinae, họ Erebidae.